# Filips van Malla
Filips van Malla was een Catalaans katholiek theoloog en geestelijke. Hij was een begenadigd spreker, diplomaat en schrijver. Hij werd in juli 1425 verkozen als de zeventiende president van de Generalitat van Catalonië, als opvolger van Dalmau van Cartellà. Tijdens zijn mandaat verdedigde hij onverkort de belangen van het prinsdom Catalonië, en ging daarbij discussies met het koningshuis niet uit de weg. Op kerkelijk vlak was hij actief bij de oplossing van het Westers Schisma betrokken. In Latijnse teksten wordt hij Philippus de Meda(l)lia genoemd.
Hij was afkomstig uit een van de betere Barcelonese families met een lange politieke traditie. Zijn vader Andreas, was een paar keer raadsheer van de stad. Zijn oudste broer, ook Andreas, was hospitaalridder en vertrouwensman van paus Benedict XIII en koning Maarten I. 
Op 6 april 1387 begint hij in de kathedraalschool en krijgt de tonsuur. In 1395 behaalde hij de graad van magister artium, volgens sommigen aan de Universiteit Lleida, maar veel waarschijnlijker in Parijs. Hij studeerde verder theologie onder de leiding van Jacques de Nouvion en Jean Gerson aan de Sorbonne in Parijs waar hij in 1407 afstudeerde. In Parijs had hij als studiegenoten Jan Hus en Hiëronymus van Praag, met wie hij, zoals hij zelf schrijft "hartelijke gesprekken had, maar hartsgrondige meningsverschillen" omdat die twee niet geloofden in de transsubstantiatie. Nog tijdens zijn studies begon hij al te doceren. Uit zijn Franse tijd dateren zijn goede connecties met de latere paus Benedictus XIII. Na zijn benoeming als kanunnik aan het kapittel van Barcelona bleef hij doceren aan de Parijse universiteit.

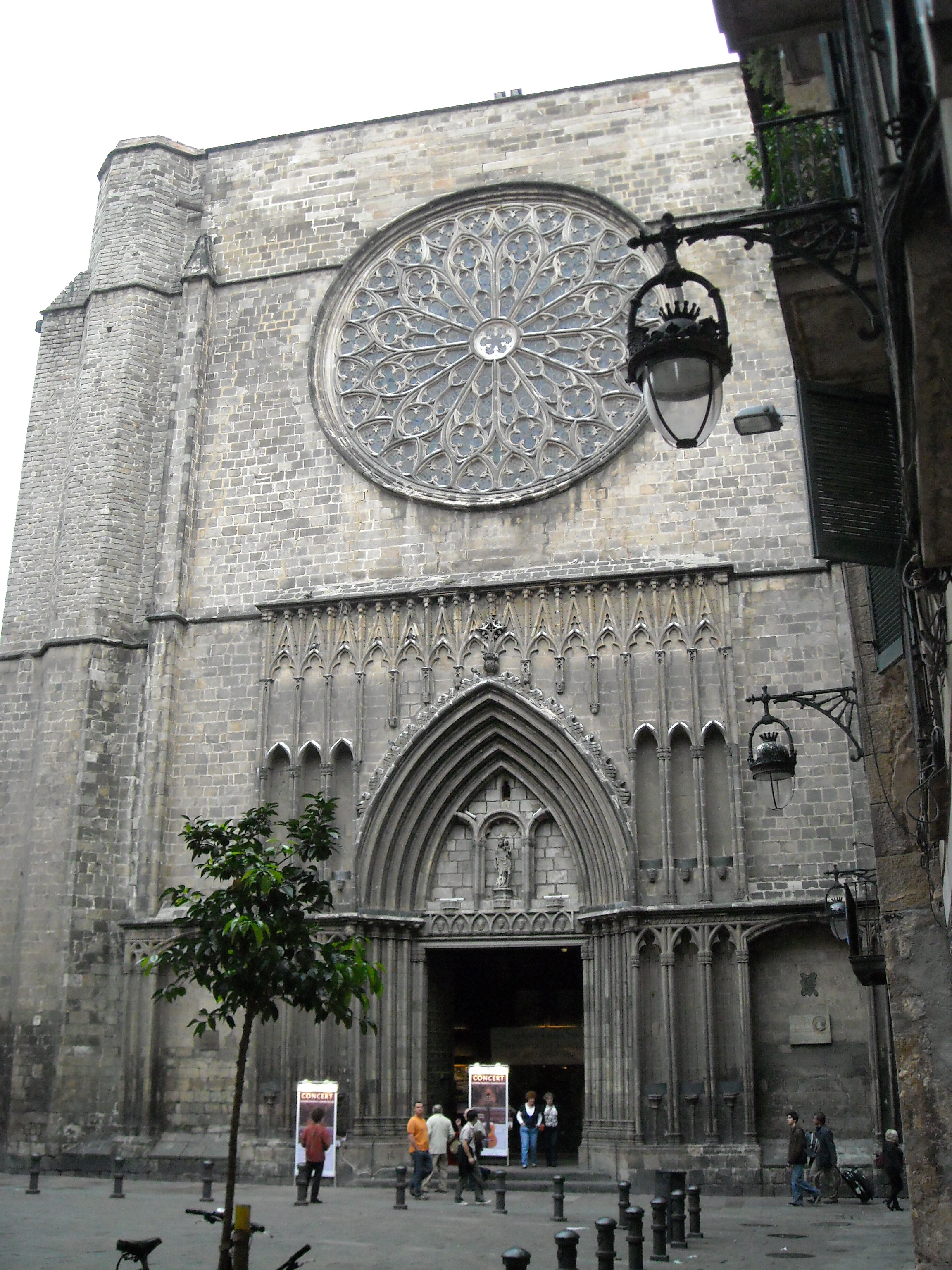
Hoofdingang Santa Maria del Pi

Koning Maarten I van Aragon, bijgenaamde de Humane, heeft hem de opdracht gegeven de provinciale overste van de celestijnen bij te staan bij het oprichten van twee kloosters in Barcelona en Valldaura. Als erkenning voor de geleverde diensten werd hij tot rector van het kapittel van Santa Maria del Pi benoemd. In 1408 kreeg hij van Maarten I de titel van «raadsheer en promotor van de handel van het hof», en werd hij voorgesteld als toekomstige kardinaal. Als bedankje voor zijn medewerking aan het Concilie van Perpinyà, waar de aanspraak op het pausdom van Benedictus XIII bevestigd werd, kreeg hij het aartsdiaconaat van Penedès aan de kathedraal van Barcelona.
In 1417 leidt hij de afvaardiging van de Catalaans-Aragonese kroon bij het Concilie van Konstanz als ambassadeur van koning Alfons de Grootmoedige. Hij wordt algemeen erkend als een van de topdiplomaten en zijn retorische talenten werden door velen geprezen. Van dan af verslechtert de relatie met zijn beschermheer Benedictus, vooral als deze zich in zijn kasteel van Peniscola terugtrekt en koppig weigert mee te werken aan een oplossing voor het Westers Schisma zoals die tijdens het Concilie van Konstanz (1414-1418) afgesproken was. Als Oddone Colonna als compromisfiguur verkozen wordt tot nieuwe paus Martinus V, houdt hij de welkomstrede. De relaties met koning Alfons verslechteren als Martinus V een aantal lucratieve prebenden uit het patrimonium van Benedictus aan Filips toekent. De jonge Alfons van zijn kant, vond dat het zijn eigendom was en had ze liever aan eigen vertrouwelingen in leen gegeven. In de periode 1422-1423 volbrengt hij een paar diplomatieke missies in Napels, en komt daar met de humanistische ideeën van de vroege renaissance in contact.
In 1425 wordt hij als vertegenwoordiger van de kerkelijke stand president van de Generalitat. Na zijn mandaat engageert hij zich in de fusie van de school van de stad en die van het kapittel. Een project dat al in 1422 besloten werd, maar pas in 1430, kort voor zijn dood gerealiseerd werd. Die eenheidsschool voor de zeven vrije kunsten en filosofie wordt de voorloper van de Universiteit van Barcelona die in 1450 het licht zal zien. Hij sterft thuis, in de Casa de l’Ardiaca (huis van de aartsdiaken) op 12 juli 1431. 
De inventaris van zijn goederen bleef bewaard en daarin valt vooral de rijke bibliotheek met vele klassieke teksten op. Na zijn dood werd vooral zijn diplomatieke en politieke carrière bestudeerd. Dat hij ook een begenadigd schrijver, en een van de grote theologen van de vijftiende-eeuwse Parijse alma mater is geweest, werd pas in de laatste helft van de vorige eeuw opnieuw ontdekt. Dit is ten dele te verklaren door het feit dat hij, ongebruikelijk voor die tijd, zijn theologische werken niet in het Latijn, maar in de Catalaanse volkstaal geschreven heeft.
- Biblioteca Nacional de España: XX906460
- Bibliothèque nationale de France: cb12678709w (data)
- Catàleg d'autoritats de noms i títols de Catalunya: 981058529585106706
- CiNii: DA01975990
- Gemeinsame Normdatei: 102507643
- International Standard Name Identifier: 0000 0003 9482 4280
- Library of Congress Control Number: n79114287
- Nederlandse Thesaurus van Auteursnamen: 165979682
- Réseau des bibliothèques de Suisse occidentale: 02-A003554452
- Système universitaire de documentation: 136063535
- Virtual International Authority File: 289461834
- WorldCat: E39PBJbWyqrJbmrcKp7MybK68C